# Fusillades de 2025 à Cetinje
Les fusillades de 2025 à Cetinje surviennent le 1er janvier 2025 lorsqu'un homme tue douze personnes lors de cinq fusillades distinctes à Cetinje et Bajice, au Monténégro, avant de se suicider. Il s'agit de la fusillade de masse la plus meurtrière de l'histoire du pays et de la deuxième fusillade de masse à Cetinje après celle de 2022 (en).

## Fusillades
Dans l'après-midi, une rixe éclate dans un bar de Cetinje. Après l'altercation, un homme de 45 ans, identifié comme Aco Martinović (monténégrin : Ацо Мартиновић), quitte les lieux et retourne chez lui pour y prendre son arme. Martinović retourne au restaurant et ouvre le feu, tuant au moins quatre personnes et en blessant d'autres. Il se rend ensuite à trois autres endroits, tuant deux enfants, un membre de sa famille et trois autres personnes, avant de retourner l'arme contre lui et de se suicider. 
Les autorités bloquent les routes de Cetinje pour rechercher le suspect, tandis que des forces spéciales sont déployées en soutien. Il est confirmé plus tard que plusieurs des morts ont été tués dans la ville de Bajice. Après avoir été encerclé par la police, le suspect est retrouvé mort près de sa ville natale, atteint par balle.

## Auteur présumé
Aco Martinović (monténégrin : Ацо Мартиновић), l'auteur présumé des fusillades, avait déjà été arrêté pour possession illégale d'armes à feu ainsi que pour violences conjugales.

## Réactions
Le président Jakov Milatović se déclare « choqué et abasourdi » par cette tragédie. Il déclare sur Twitter : « Au lieu de nous réjouir des fêtes de fin d'année, nous avons été saisis par la tristesse face à la perte de vies innocentes ». Le Premier ministre Milojko Spajić visite l'hôpital où certaines des victimes sont soignées et annonce trois jours de deuil national.
Le premier ministre Milojko Spajic a annoncé que les détenteurs d'armes illégales seront exposés à des poursuites s'ils ne remettaient pas aux autorités dans les deux mois leurs possessions, alors que le pays est l'un des plus armés au monde par habitant.
Le 3 janvier, des Monténégrins rassemblés à Podgorica rendent hommage aux victimes et manifestent pour un plus ferme encadrement des armes à feu.